# Solid Logic Technology
Solid Logic Technology (SLT) ime je za hibridnu tehnologiju za izradu integiranih kola koje je izumila tvrtka IBM tokom 1960-tih godina za uporabu za svoje računarske sisteme IBM System/360 te za druge potrebe.

## Povijest
U 1960tim integrirana kola nisu bila novina. Inače 1949. godine prvi patent za integirana kola je registriro Werner Jacobi (Simens AG) koji je izradio trosupanjsko pojačalo s 5 tranzistora na jednom substratu. Ovaj integirani krug bio je namijenjen za jeftino i dostupno pomagalo za sluh. Ovaj patent nije doživio nikakvu komercijalnu eksploataciju. Ideju o integrirarim kolima je izložio kao referat Geoffrey W.A. Dummer na simpoziju u Washingtonu 7. svibnja 1952. godine. Ideja o rabljenju keramičke položne pločice na kojoj bi se nanosile tranzistori i diode, otpornici i vezni elementi bila je predložena američkoj vojsci 1957. godine od strane Jacka Kilbya, bila je uspješna u kratko živućjem programu za mikromodule. Takve komponente bi se kasnije vezale u trodimenzionalne elemete za. U srpnju 1958. godine i Jack Kilby je registrirao patent dok je radio na dizajnu integiranih kola od germanija, pola godine kasnije 1959. godine Robert Noyce je patentirao integirarni krug od silicija.
IBMovo rukovostvo je bilo upoznato sa svim ovim novinama, no oni su riskirali tvrtku na odluci koju će tehnologiju rabiti, patentirane integirane krugove koji su još bili nedovoljno isprobani i skupi ili rabiti tehnologiju koja je isprobana i koja je dostupna. IBM je odabrao isprobanu i dostupnu stazu, i s tim su smanjili rizik izvedbe svojeg projekta, no oni su znali da će tehnologija integriranih krugova dostići svoju zrelost za 5 do 6 godina. Uzevši rješenje montiranja elemenata na keramičke pločice, IBMovi inženjeri su stvorili svoju tehnologiju masovne proizvodnje.
SLT hibridna integirirana kola iako nisu bila zadnji krik tehnike, dozvolilo je IBMu da napravi veliki tehnološki pomak u proizvodnji račulala. 

## Objašnjenje
Integrirana kola u SLT izradi sastojala se od skupa dijelova koji su bili sastavljeni od dva posebna integrirana kruga jedan je bio sastavljene od dvije diode a drugi od tranzstora. Oba integrirana kruga bili izrađeni na zasebne pločica koji su bili kvadradtići veličine 0.025 kvadratnih cola. Diode i transistor koji su bili stavljeni na posebnu keramike veličine 0.5cola. Kroz keramičku pločicu su bile probušene rupe kroz koje su bile provučeno 12 iglica na dnu a na vrhu su sitotiskom dodavali linije koje su spajale razne dijelove ekektorničkog kruga. Otpornici su isto tako bili izrašeni u sitotisku.